# Mr.S "saikou de saikou no CONCERT TOUR"
『Mr.S "saikou de saikou no CONCERT TOUR"』（ミスターエス・さいこうでさいこうのコンサートツアー）は、2014年12月10日にビクターエンタテインメントから発売されたSMAPの28作目のコンサートビデオ。 

## 収録曲

### 本編映像
※DVDではDISC1に1～25、DISC2に26～48を収録。Blu-rayではDISC1に1～32、DISC2に33～48を収録。
1. Theme of Mr.S Opening
2. Mr.S -SAITEI DE SAIKOU NO OTOKO-
3. シャレオツ
4. やりたい放題
5. 無我夢中なLIFE
6. JUNCTION（Mr.Single #1）
7. 君色思い
8. さかさまの空
9. KANSHAして
10. ココカラ
11. 夜空ノムコウ
12. JUNCTION（Mr.Single #2）
13. 朝日を見に行こうよ
14. BANG! BANG! バカンス!
15. Amazing Discovery[注 1]
16. DaDaDaDa - 稲垣吾郎・草彅剛
17. SKINAIRO - 香取慎吾
18. JUNCTION（Digital World）
19. Battery
20. ダイナマイト
21. $10
22. Mistake!
23. The Future
24. CRAZY FIVE
25. Yes we are
26. JUNCTION（Mission）
  1. 慎吾ママのおはロック - 慎吾ママ
  2. CCBゴロー - 稲垣吾郎
  3. ヒカル - 木村拓哉
  4. 独身貴族 - 草彅剛
  5. てぃーてぃーてぃーてれって てれてぃてぃてぃ 〜だれのケツ〜 - スルメさん
27. One Chance! - 木村拓哉
28. よわいとこ - 木村拓哉・稲垣吾郎
29. 好きよ
30. オレンジ
31. ハロー
32. 世界に一つだけの花
33. JUNCTION（Hospital）
34. Dramatic Starlight - 稲垣吾郎
35. 掌の世界
36. アマノジャク
37. 青いイナズマ
38. Top Of The World
39. JUNCTION（fly by helicopter） ～ Theme of Mr.S Ending
40. JUNCTION（TELEVIMAN）
41. 藍色のGANG - 草彅剛
42. Joy!!
43. オリジナル スマイル
44. SHAKE
45. らいおんハート
46. 俺たちに明日はある
47. ビートフルデイ
48. Ending

### 特典映像
※DVDではDISC3、Blu-rayではDISC2に収録。
1. Mr.S "saikou de saikou no CONCERT TOUR" SPECIAL MOVIE
  1. がんばりましょう
  2. Moment
  3. Triangle
  4. Dear WOMAN
  5. 心の鏡
  6. This is love
  7. はじめての夏
  8. Hey Hey おおきに毎度あり
  9. この瞬間、きっと夢じゃない
  10. 弾丸ファイター
2. Single Selection
通常盤
  1. 笑顔のゲンキ
  2. Fly
  3. どんないいこと
  4. セロリ

SMAP SHOP限定盤
  1. たぶんオーライ
  2. Can't Stop!! -LOVING-
  3. たいせつ
  4. ありがとう

## コンサートツアー

### 概要
Mr.S "saikou de saikou no CONCERT TOUR"（ミスター.エス -さいこうでさいこうのコンサートツアー-）は、2014年9月4日から2015年1月12日まで行われたSMAPのコンサートツアーである。
2014年9月3日に発売されたSMAPの21作目のアルバム『Mr.S』を引っ提げて、5か所22公演行われた。
2014年7月26日･27日に放送された『武器はテレビ。SMAP×FNS 27時間テレビ』にて発表され、ライブ映像中の『JUNCTION（Mission）』・『JUNCTION（TELEVIMAN）』では27時間テレビに関連したネタが使われた。
2012年のGIFT of SMAP -CONCERT TOUR'2012-から約2年ぶりのツアー。
12月24日と25日の京セラドーム大阪、そしてツアーファイナルの1月12日ナゴヤドーム公演の一部映像を、期間限定で視聴できるシリアルコードのプレゼントキャンペーンを行った。

### 公演日程
- コンサートツアー『Mr.S "saikou de saikou no CONCERT TOUR"』について記述。[4]

|        | 開催日時 | 開演時間 | 会場                |
| 2014年 | 2014年   | 2014年   | 2014年              |
| ------ | -------- | -------- | ------------------- |
| 1      | 9月4日   | 18:00    | 東京ドーム          |
| 2      | 9月5日   | 18:00    | 東京ドーム          |
| 3      | 9月6日   | 17:00    | 東京ドーム          |
| 4      | 9月7日   | 17:00    | 東京ドーム          |
| 5      | 9月8日   | 17:00    | 東京ドーム          |
| 6      | 9月12日  | 18:30    | 京セラドーム大阪    |
| 7      | 9月13日  | 17:00    | 京セラドーム大阪    |
| 8      | 9月14日  | 17:00    | 京セラドーム大阪    |
| 9      | 9月15日  | 16:00    | 京セラドーム大阪    |
| 10     | 9月20日  | 18:00    | 札幌ドーム          |
| 11     | 9月21日  | 16:00    | 札幌ドーム          |
| 12     | 11月8日  | 18:00    | ナゴヤドーム        |
| 13     | 11月9日  | 16:00    | ナゴヤドーム        |
| 14     | 11月20日 | 18:30    | 福岡ヤフオク!ドーム |
| 15     | 11月21日 | 18:30    | 福岡ヤフオク!ドーム |
| 16     | 11月22日 | 18:00    | 福岡ヤフオク!ドーム |
| 17     | 11月23日 | 16:00    | 福岡ヤフオク!ドーム |
| 18     | 12月24日 | 18:30    | 京セラドーム大阪    |
| 19     | 12月25日 | 16:00    | 京セラドーム大阪    |
| 2015年 |          |          |                     |
| 20     | 1月10日  | 18:00    | ナゴヤドーム        |
| 21     | 1月11日  | 16:00    | ナゴヤドーム        |
| 22     | 1月12日  | 16:00    | ナゴヤドーム        |

### 日替わり曲
日替わり曲として、事前に選ばれた2つのシングル曲から当日会場の観客の声援が大きいほうに決定（JUNCTION（Mr.Single #1））、中継先のゲストが2つのシングル曲から選曲（JUNCTION（Mr.Single #2））というシステムが採られた。（Mr.Single #1で選曲されなかった方の曲は次回公演に持ち越し）
DVD本編以外の回で選曲されたシングル曲の一部は、特典映像の「Single Selection」と、『Clip! Smap! コンプリートシングルス』に収録された。
|    | 開催日時       | 会場                | 日替わり曲(Mr.Single #1)        | 日替わり曲(Mr.Single #2)   | Mr.Single #2 中継ゲスト    |
| -- | -------------- | ------------------- | ------------------------------- | -------------------------- | -------------------------- |
| 1  | 2014年9月4日   | 東京ドーム          | がんばりましょう                | 笑顔のゲンキ               | 北川景子                   |
| 2  | 2014年9月5日   | 東京ドーム          | Moment                          | たぶんオーライ             | 森山直太朗                 |
| 3  | 2014年9月6日   | 東京ドーム          | Triangle                        | ありがとう                 | 山崎弘也(アンタッチャブル) |
| 4  | 2014年9月7日   | 東京ドーム          | Dear WOMAN                      | セロリ                     | 爆笑問題                   |
| 5  | 2014年9月8日   | 東京ドーム          | 心の鏡                          | Fly                        | ユースケ・サンタマリア     |
| 6  | 2014年9月12日  | 京セラドーム大阪    | 君色思い                        | 朝日を見に行こうよ         | Kis-My-Ft2                 |
| 7  | 2014年9月13日  | 京セラドーム大阪    | This is love                    | Can't Stop!! -LOVING-      | 西内まりや                 |
| 8  | 2014年9月14日  | 京セラドーム大阪    | はじめての夏                    | 君は君だよ                 | 小日向文世                 |
| 9  | 2014年9月15日  | 京セラドーム大阪    | Hey Hey おおきに毎度あり        | しようよ                   | 倉木麻衣                   |
| 10 | 2014年9月20日  | 札幌ドーム          | この瞬間、きっと夢じゃない      | どんないいこと             | 上戸彩                     |
| 11 | 2014年9月21日  | 札幌ドーム          | 弾丸ファイター                  | たいせつ                   | 笑福亭鶴瓶                 |
| 12 | 2014年11月8日  | ナゴヤドーム        | はだかの王様 ～シブトクつよく～ | 正義の味方はあてにならない | ヒャダイン                 |
| 13 | 2014年11月9日  | ナゴヤドーム        | freebird                        | セロリ                     | キャイ～ン                 |
| 14 | 2014年11月20日 | 福岡ヤフオク!ドーム | 胸さわぎを頼むよ                | Dear WOMAN                 | Sexy Zone                  |
| 15 | 2014年11月21日 | 福岡ヤフオク!ドーム | Let It Be                       | 朝日を見に行こうよ         | 川谷絵音                   |
| 16 | 2014年11月22日 | 福岡ヤフオク!ドーム | Peace!                          | しようよ                   | ベッキー♪#                 |
| 17 | 2014年11月23日 | 福岡ヤフオク!ドーム | ずっと忘れない                  | がんばりましょう           | 陣内智則                   |
| 18 | 2014年12月24日 | 京セラドーム大阪    | Smac                            | 君色思い                   | 堀北真希                   |
| 19 | 2014年12月25日 | 京セラドーム大阪    | そっと きゅっと                 | Moment                     | 観月ありさ                 |
| 20 | 2015年1月10日  | ナゴヤドーム        | not alone ～幸せになろうよ～    | This is love               | 槇原敬之                   |
| 21 | 2015年1月11日  | ナゴヤドーム        | 雪が降ってきた                  | 心の鏡                     | ローラ                     |
| 22 | 2015年1月12日  | ナゴヤドーム        | 負けるなBaby! ～Never give up   | セロリ                     | タモリ                     |